# Hydropsyche tigrata
Hydropsyche tigrata là một loài Trichoptera trong họ Hydropsychidae. Chúng phân bố ở miền Cổ bắc.